# 榊原勝政
榊原 勝政（さかきばら かつまさ、慶長18年（1613年） - 寛文7年5月23日（1667年6月14日）は、江戸時代前期の武士。榊原康勝の庶子。平十郎。号は香庵。

## 生涯
館林藩主・榊原康勝の庶子として生まれたが、ほかに男子がなかったため、嫡男となるべく康勝の正室の古屋（肥後熊本藩主加藤清正の娘）に養われていた。その後の手続きを踏まえる前に、康勝は大坂の陣の直後の慶長20年（1615年）5月27日、26歳で死去した。当時、徳川幕府は勝政の存在を認識していなかったため、念のためにと相続者の存在を問い合わたが、榊原家家老（御付人）の中根吉衛門、原田権左衛門、村上弥右衛門の3名が、産まれたばかりの幼君では武功を立て難たく立身が望めないからと考え、康勝に嗣子なし、と回答した。このため榊原家の家督は徳川家康の直々の指示もあり、勝政の従兄に当たる大須賀忠次（こちらも当時10歳）が継承することになり、勝政の存在は宙に浮いた形となった。
当時江戸幕府が大名の婚姻統制の強化を進めていたこと（康勝の死の直後に出された武家諸法度で明文化される）、康勝と古屋との婚姻が徳川家康直々の仲介によるものであったために、古屋以外の女性との間に男子を儲けた事実が発覚した場合、榊原家の存続に関わる事態に発展することを危惧したからであると推測する説がある。
その後、養母の古屋が武蔵国岩槻藩の世子・阿部政澄に再婚することになり、その際に養っていた勝政の存在を幕府に報告した。こうして勝政の存在は幕府の知れるところとなった。勝政は、養母の実家の熊本藩主加藤忠広（養母の兄弟に相当する）の元に預けられることになった。しかし寛永9年（1632年）に忠広は改易となり、勝政は拠り所を失った。
加藤家の改易原因とは無関係であった勝政は、改易関連に連座することなく、康勝の子として幕府に召し出され、とりあえずの処遇として捨扶持1000俵を与えられた。いわゆる徳川四天王の一人である榊原康政の孫に相応しい、正式な処遇や加増の予定もあったとされる。しかし勝政は遁世して高野山に上り、剃髪した。後に堺や大坂に住んだ。
晩年、勝政の従兄である岡山藩主池田光政の招きに応じ、岡山に移住した。寛文7年（1667年）5月23日岡山で死去、享年55。墓所は岡山市の台崇寺（廃寺となったが、今も墓は残る）。
子の勝直、政喬は池田家や榊原本家の運動により、父の死去の同年、幕府旗本となった。のちこの系統は2度にわたり本家に養子を出し、本家断絶の危機を救っている。